# Ancienne université d'Orléans
L’ancienne université d'Orléans ou université de lois d'Orléans, spécialisée dans l'enseignement du droit romain, est fondée dans la ville française d'Orléans en 1306 par le pape Clément V puis dissoute en 1793.

## Moyen Âge

### Les écoles de droit avant l'université
Avant même la fondation officielle d'une université à Orléans, plusieurs écoles de la ville enseignent le droit, notamment dans les grandes écoles de Sainte-Croix:2. Par une bulle pontificale du 17 janvier 1235, le pape Grégoire IX autorise l'enseignement du droit romain à Orléans, permettant ainsi la création d'un studium.

## Fondation
Le 27 janvier 1306, l'université d'Orléans est officiellement fondée par le pape Clément V grâce à quatre bulles pontificales qui accordaient aux maîtres et aux écoliers d'Orléans le droit d'avoir une université, ainsi que les privilèges qui en découlaient. Le même jour, une cinquième bulle prévoit d'indemniser les professeurs qui avaient porté la demande de création auprès du pape. Les habitants d'Orléans sont réticents aux privilèges accordés par le pape et tentent donc de s'opposer à l'établissement de l'université. Une émeute particulièrement violente se produit en 1309. Les représentants de l'université s'en remettent donc au roi Philippe le Bel, qui confirme les privilèges et la fondation de l'université d'Orléans en 1312:3. L'acte de prise de possession de l'université des lois d'Orléans par l'autorité royale stipule que les matières enseignées seront le droit civil et le droit canonique:21. Elle devient alors la quatrième université française après celles de Paris, de Toulouse et de Montpellier.

### Rayonnement
Au Moyen Âge, elle est surtout connue pour son enseignement du droit civil ou droit romain, célèbre par la rénovation de l'étude du Corpus Juris Civilis qui y est alors menée par les postglossateurs. En effet, en vertu d'une bulle d'Honorius III, il était interdit d'enseigner le droit romain à Paris, où seul le droit canonique était au programme. La proximité d'Orléans par rapport à Paris permet aux étudiants d'aller de l'une à l'autre assez facilement. Se spécialisant dans le droit, l'université d'Orléans n'a d'ailleurs pas officiellement de faculté des arts.

### Fonctionnement

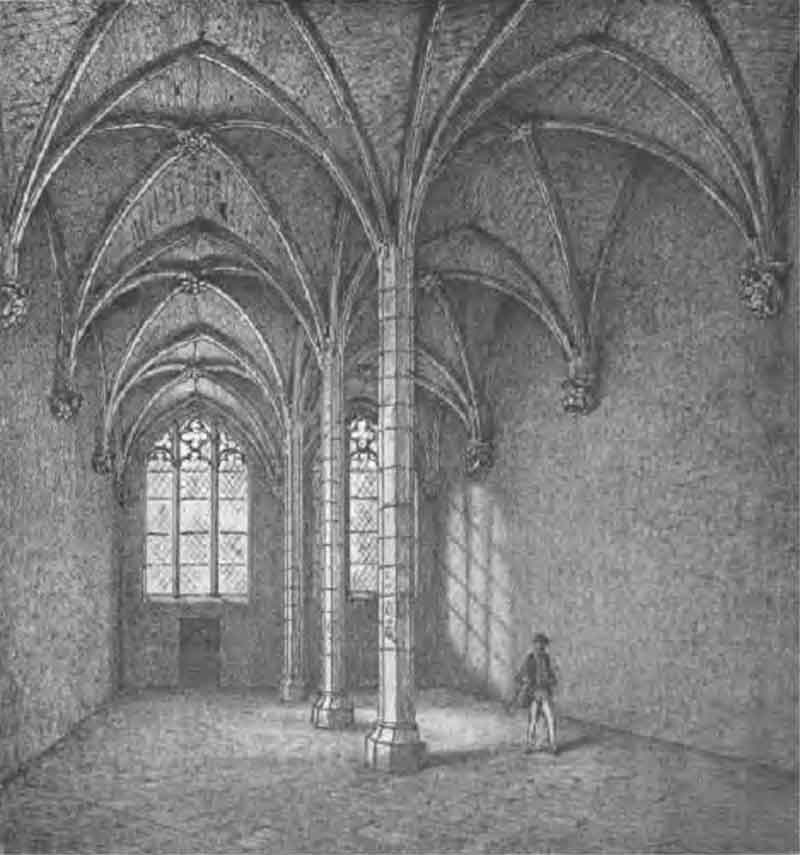
Grande salle de l'université médiévale d'Orléans, gravure de W. Forbes-Leith, 1915. Seul élément subsistant de l'ancienne université, la salle des thèses.

Il n'y avait pas de lieu de cours fixe, mais les leçons se tenaient dans différents bâtiments autour de la collégiale Saint-Pierre-le-Puellier. Une chapelle de Notre-Dame-de-Bonne-Nouvelle servait accessoirement de lieu de réunion, de prière et d'administration. Toutefois, entre 1411 et 1445, un bâtiment est construit pour servir de lieux de réunions et de bibliothèque ; les vestiges de ce bâtiment sont désormais connus sous le nom de « salle des thèses ». De 1498 à 1507, sont élevées les « grandes écoles de France », qui servent alors de salles de cours. Elles seront démolies en 1824:15. En fonction de leurs origines géographiques, les étudiants se regroupaient par nations, dont le nombre a atteint dix, dont la nation française, la nation de Picardie et de Champagne et, la plus connue, la nation germanique.

## Ancien Régime
Sous l'Ancien Régime, l'université est placée sous le contrôle du pouvoir royal:26. Sa réputation dans le domaine du droit reste reconnue au XVIe siècle où elle participe au mouvement humaniste. De prestigieux professeurs y enseignent.
Au XVIIIe siècle, l’université d'Orléans subit un fort déclin. Louis Liard compte seulement six professeurs et six cours de droit en 1789 : « institutes, digeste, pandectes, règles du droit, droit canon, droit français. »

## Révolution
Lors de la Révolution française, l'université est comprise dans la suppression des universités françaises par la Convention, en 1793:45. Il faudra attendre la seconde moitié du XXe siècle pour voir l’université d’Orléans renaitre.

## Personnalités

### Enseignants
- Melchior Wolmar (1497-1561) ;
- Pierre de L'Estoile (1546-1611)[2]:354-357. ;
- Robert-Joseph Pothier (1699-1722), juriste, élève et enseignant de l'université[2]:382-386 ;
- Daniel Jousse (1704-1781), juriste[2]:388-389.

### Étudiants
- Jacques Duèze, pape Jean XXII (1244-1334)[2]:350 ;
- Bertrand de Got, pape Clément V (1264-1314)[2]:348 ;
- Florimond Robertet (vers 1470)[réf. nécessaire], trésorier de France en Normandie, diplomate et secrétaire d'État ;
- Saint Yves Hélory de Kermartin (1523-1303), patron des juristes ;
- Étienne de Mornay, conseiller de Philippe IV le Bel ;
- Eustache Deschamps (étudiant en droit de 1358 à 1366), poète et diplomate des ducs d'Orléans
- Johannes Tinctoris (1435-ap. 1511), théoricien de la musique et compositeur, procurator des étudiants de la Nation germanique, maître de musique de la cathédrale Sainte-Croix ;
- Johannes Reuchlin (1455-1522), pionnier des études hébraïques, acquit à Orléans les rudiments de la langue grecque ;
- Guillaume Budé (1468-1540), philologue humaniste ;
- Théodore de Bèze (1519-1605)[2]:358, humaniste, professeur, ambassadeur, traducteur de la Bible, poète, théologien protestant ;
- Jean Calvin (1509-1564), réformateur religieux ;
- Anne du Bourg (1521-1559)[2]:358-359, magistrat protestant martyr ;
- Étienne de La Boétie (1530-1563), écrivain, poète et juriste humaniste ;
- Agrippa d'Aubigné (1552-1630), écrivain, controversiste et poète baroque ;
- Théophraste Renaudot (1586-1653), journaliste, médecin, philanthrope, fondateur de la publicité et de la presse française ;
- Pierre de Fermat (vers 1601-1665), mathématicien, y a validé une licence en droit en 1631 ;
- Molière (1622-1673)[2]:370-376;
- Charles Perrault (1628-1703) ;
- Jean de La Bruyère (1645-1696).